# Râul Vlăsia Mare
Râul Vlăsia Mare este unul din cele două brațe care formează Râul Vlăsia. 

## Hărți
- Harta Munții Godeanu  Arhivat în 11 octombrie 2008, la Wayback Machine.